# Волзька рокада
Волзька рокада — рокадна лінія залізниці від станції Іловля (поблизу Волгограда) до станції Свіязьк (недалеко від Казані) через станції Саратов, Сизрань і Ульяновськ. Ця лінія рокади завдовжки 978 км була побудована в роки Німецько-радянської війни.
Ділянку від станції Іловля до Саратова проєктував колектив Головного управління залізничного будівництва на чолі з Федіром Гвоздьовським.

## Історія будівництва
23 січня 1942 року Державний комітет оборони ухвалив рішення про будівництво Волзької рокади. Передбачалося відкрити рух не пізніше серпня 1942 року.
Матеріали верхнього шару колії для будівництва рокади частково бралися з існуючих резервів, але переважно були зняті з ділянок БАМа, будівництво якого було почате ще в 1930-ті роки.